# 豆瓣醬

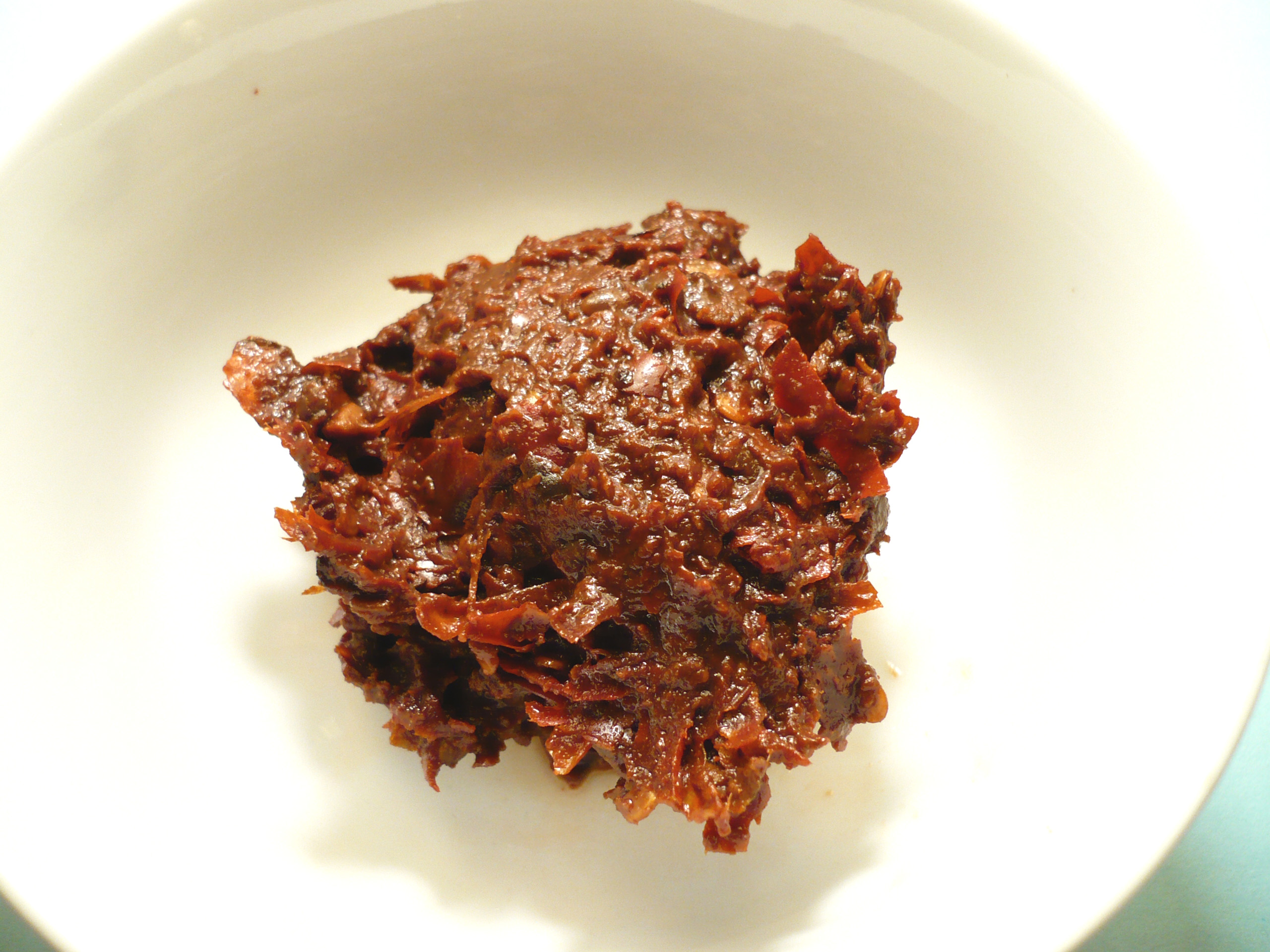
豆瓣醬

豆瓣醬是一种辣椒酱，川菜常用调料。它以黃豆（或蚕豆）、麵粉、红辣椒和食用盐等原料发酵釀造而成，通常呈紅褐色。常用于炒菜，可以提色增香。

## 起源
相传范蠡17岁时在财主家管理厨房，经常会剩下许多饭菜，时间一久，便成了酸馊食物。财主发现后大骂了他一顿，限他十天之内把酸馊食物变成有用之物。聪明的范蠡先将长了绿毛白毛的食物用物处理，然后晒干再用锅炒熟，去味杀菌，加温水搅拌成糊喂猪。后来，有个小长工与范蠡开玩笑，将这食物放在面条里给范蠡吃，没想到，面条特别有味。得此启发，范蠡用这种酸馊发毛食物创制出了美味可口的豆瓣酱。

## 流行
豆瓣酱是川菜的必备佐料，四川以临江寺所产乾隆御赐豆瓣酱和郫縣豆瓣醬最为正宗。其中郫县豆瓣的传统制作技艺被列入中国国家级非物质文化遗产名录。中華民國空軍長期在郫縣運作，空軍官校於高雄岡山復校，帶了四川許多飲食習慣，其中就包括豆瓣酱，辣豆瓣酱成為岡山三寶之一。